# NGC 68
NGC 68 là một thiên hà hình hạt đậu, và là thành viên trung tâm của nhóm NGC 68, trong chòm sao Tiên Nữ. Thiên hà được  William Herschel phát hiện vào ngày 11 tháng 9 năm 1784, khi ông quan sát nhóm NGC 68 như một thiên thể duy nhất và mô tả nó là "cực kỳ mờ nhạt, lớn, 3 hoặc 4 sao cộng với độ mờ đục". Như vậy, vị trí được ông thông báo nằm giữa NGC 68, NGC 70 và NGC 71. Tuy nhiên, vào thời điểm Dreyer nhìn vào các thiên hà để thêm vào danh lục NGC, ông có thể nói rằng thiên hà đơn lẻ được Herschel quan sát trên thực tế là 3 thiên hà liền kề và được lập danh lục là NGC 68, NGC 70 và NGC 71.